# Vlag van Zuilen

Vlag van de gemeente Zuilen
(ca. 1950-1954)

De vlag van Zuilen is op een onbekende datum omstreeks 1950 vastgesteld als gemeentevlag van de Utrechtse gemeente Zuilen. De vlag kan als volgt worden beschreven:
Vierkant, met drie banen van gelijke hoogte van rood, wit en geel, met in het kanton een rood veld, met drie witte zuilen aangebracht, geplaatst in 2 en 1.
De vlag toont in het kanton hetzelfde beeld als het gemeentewapen. Dit is een van de defileervlaggen die bij het defilé in Amsterdam ter gelegenheid van het veertigjarig regeringsjubileum van koningin Wilhelmina in 1938 zijn gebruikt. Ze waren voor de gelegenheid ontworpen voor alle Nederlandse gemeenten die geen eigen vlag hadden, maar sommige gemeenten, waaronder Zuilen, hebben de vlag naderhand als gemeentevlag gebruikt. De vlaggen hebben per provincie een gelijk patroon, in het geval van Utrecht drie banen in rood, wit en geel, afgeleid van de kleuren van het provinciewapen, met daarop een kanton met daarin een symbool, meestal ontleend aan het wapenschild van de gemeente.
De gemeente Zuilen is op 1 januari 1954 deels opgegaan in de gemeente Utrecht en deels in de gemeente Maarssen, waardoor de vlag is niet langer in gebruik is als gemeentevlag.

## Dorpsvlag

Dorpsvlag van Zuilen

De dorpsvlag van Zuilen werd door Hans van Heijningen op lente 2001 in gebruik genomen toen Zuilen zijn 1250e verjaardag vierde. De beschrijving luidt: 
Rood, met drie witte zuilen geplaatst in 2 en 1.
De vlag toont hetzelfde beeld als het gemeentewapen.

## Verwante afbeeldingen

Het wapen van Zuilen
De vlag van Haarzuilens

Amerongen 
· Benschop 
· Breukelen 
· Doorn 
· Driebergen-Rijsenburg 
· Harmelen 
· Jutphaas 
· Kamerik 
· Kockengen 
· Leersum 
· Linschoten 
· Loenen 
· Loosdrecht 
· Maarn 
· Maarssen 
· Maartensdijk 
· Mijdrecht 
· Polsbroek 
· Snelrewaard 
· Stoutenburg 
· Vianen 
· Vinkeveen en Waverveen 
· Vleuten-De Meern 
· Vreeswijk 
· Wilnis 
· Zegveld 
· Zuilen
Abcoude
· Achterveld
· Austerlitz
· Haarzuilens
· Hoogland
· Hooglanderveen
· Lage Vuursche
· Meerkerk
· Vinkeveen
· Waverveen
· Zegveld
· Zijderveld
· Zuilen